# Ambuíla
Ambuíla é uma cidade e município da província do Uíge, em Angola.
O município tem 4 799 km² e cerca de 17 mil habitantes. É limitado a norte pelos municípios de Bembe e Songo, a leste pelo município do Uíge, a sul pelo município de Dange Quitexe, e a oeste pelo município de Quipedro.
O município é constituído apenas pela comuna-sede. Até setembro de 2024 seu território continha as comunas de Nova Ambuíla e Quipedro. Há, ainda, a importante vila histórica de São José do Encoje.

## História
Ambuíla era uma importante localidade do reino do Congo, servindo como referencial geográfico, centro de comércio e de produção agrícola.
Em 1625 os portugueses conseguiram autorização do manicongo para utilizar a localidade como entreposto comercial entre o reino do Congo, o ducado de Bambata, o reino do Dongo e o reino da Matamba.
Ambuíla acabou passando à história pela batalha de Ambuíla, ocorrida em 1665, na qual as forças portuguesas derrotaram o reino do Congo. O domínio colonial lusitano efetivo na cidade iniciou-se após a batalha.

## Cultura e lazer
Na área municipal, na vila histórica de São José do Encoje, estão as ruínas do Forte de São José do Encoje, erguido em 1759, patrimônio histórico-arquitetônico angolano desde 1925.